# Sonneberg
Sonneberg è una città di 23 097 abitanti della Turingia, in Germania. È capoluogo del circondario omonimo.

## Storia
Nel 2013 venne aggregato alla città di Sonneberg il comune di Oberland am Rennsteig.

## Geografia antropica
La città di Sonneberg è suddivisa nelle frazioni (Ortsteil) di Altstadt, Bettelhecken, Blechhammer, Eschenthal, Friedrichsthal, Georgshütte, Haselbach, Hasenthal, Hönbach, Hüttengrund, Hüttensteinach, Innenstadt, Köppelsdorf, Malmerz, Mürschnitz, Neufang, Oberlind, Schneidemühle, Spechtsbrunn, Steinbach, Unterlind, Vorwerk, Wehd e Wolkenrasen.
Presso la località è dislocato l'omonimo osservatorio.